# 政府宫 (贝内文托)
41°7′46.79″N 14°46′53.98″E / 41.1296639°N 14.7816611°E

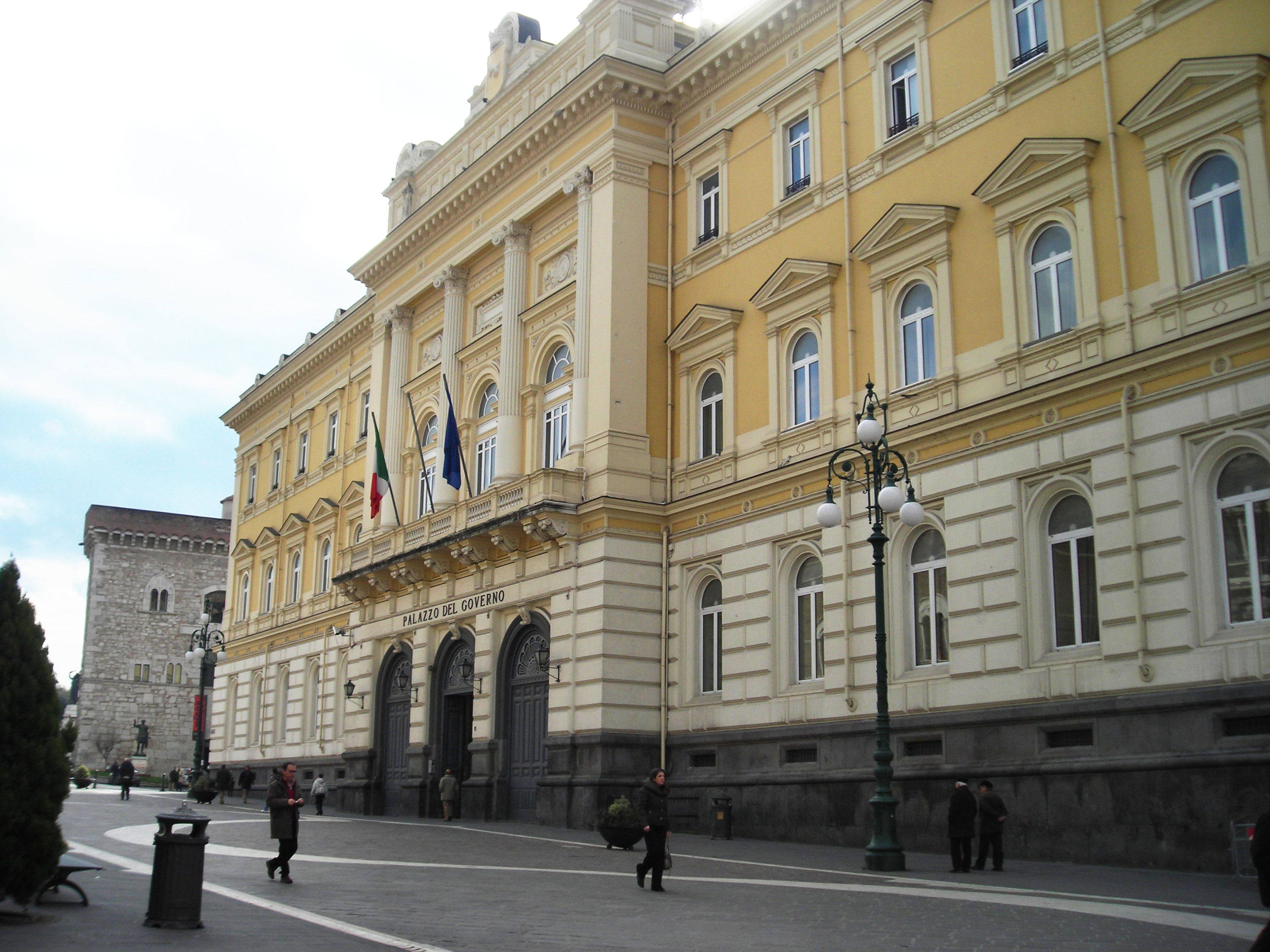
立面

贝内文托政府宫（Palazzo del Governo）是省督府（Prefettura）和桑尼奥当代艺术博物馆（Museo d'Arte Contemporanea Sannio），简称阿科斯博物馆（Museo Arcos）的所在地。它位于加里波第大街（Corso Garibaldi）东端，紧邻贝内文托省总部雷托里城堡（Rocca dei Rettori）。

## 历史
贝内文托并入新成立的意大利王国后，以贝内文托为中心，建立了新的行政区。弗朗切斯科·克里斯皮统治期间，分配200万里拉兴建行政办公大楼。该建筑始建于1895年，由建筑师彼得·保罗·Quaglia设计。1898年他去世后工程中断，1901年恢复。新项目经理尼古拉Breglia，决定了一些重要的计划更改。1911年庆祝意大利统一五十周年期间，大楼落成。从法西斯时期起，为省督府所在地。20世纪末，政府宫进行了翻修。从2005年起，开设阿科斯博物馆（桑尼奥当代艺术博物馆）。

## 说明
该建筑占地74×43米，有两个庭院。高三层，另有地下室。新文艺复兴风格的门面和通往二楼的宽敞的双侧楼梯，均由Quaglia设计，